# Bienenstock Sándor
Bienenstock Sándor, Bienenstock Salamon (1884. – ?) válogatott labdarúgó, jobbhátvéd.

## Pályafutása

### Klubcsapatban
A BSC, majd a MÚE csapatában szerepelt. 1905-től a Postás labdarúgója volt. Tagja volt az 1905-ös bajnoki ezüstérems csapatnak. Vakmerő, harcos szellemben játszó labdarúgó volt. Speciális szerelési módszere volt a becsúszás páros lábbal, emellett szokása volt az ellenfél csatárainak idegesítése.

### A válogatottban
1905-ben egy alkalommal szerepelt a magyar labdarúgó-válogatottban.

## Sikerei, díjai
- Magyar bajnokság
  - 2.: 1905

## Statisztika

### Mérkőzése a válogatottban
| Magyarország | Magyarország     | Magyarország               | Magyarország | Magyarország | Magyarország | Magyarország | Magyarország | Magyarország |
| #            | Dátum            | Helyszín                   | Hazai        | Eredmény     | Vendég       | Kiírás       | Gólok        | Esemény      |
| ------------ | ---------------- | -------------------------- | ------------ | ------------ | ------------ | ------------ | ------------ | ------------ |
| 1.           | 1905. április 9. | Budapest, Millenáris-pálya | Magyarország | 0 – 0        | Ausztria     | barátságos   | -            |              |
|              | Összesen         |                            |              | 1            | mérkőzés     |              | 0            | gól          |